# Мадисон (округ, Флорида)
Ма́дисон (англ. Madison county) — округ штата Флорида Соединённых Штатов Америки. На 2000 год в нем проживало 18 733 человек. По оценке бюро переписи населения США в 2008 году население округа составляло 18 895 человек. Окружным центром является город Мадисон. Округ Мадисон — один из пяти округов Флориды, где запрещена продажа спиртных напитков.

## История
Округ Мадисон был сформирован в 1827 году. Он был назван в честь Джеймса Мэдисона, четвёртого президента США, занимавшего этот пост с 1809 по 1817 года.